# ビッティ
ビッティ（イタリア語: Bitti）は、イタリア共和国サルデーニャ自治州ヌーオロ県にある、人口約2,800人の基礎自治体（コムーネ）。

## 地理

### 位置・広がり

#### 隣接コムーネ
隣接するコムーネは以下の通り。括弧内のSSはサッサリ県所属を示す。
- アラ・デイ・サルディ (SS)
- ブッドゥゾ (SS)
- ロデ
- ルーラ
- ヌーレ (SS)
- オナニ
- オルーネ
- オジッダ
- パドル (SS)